# Einödhof (Gemeinde Knittelfeld)

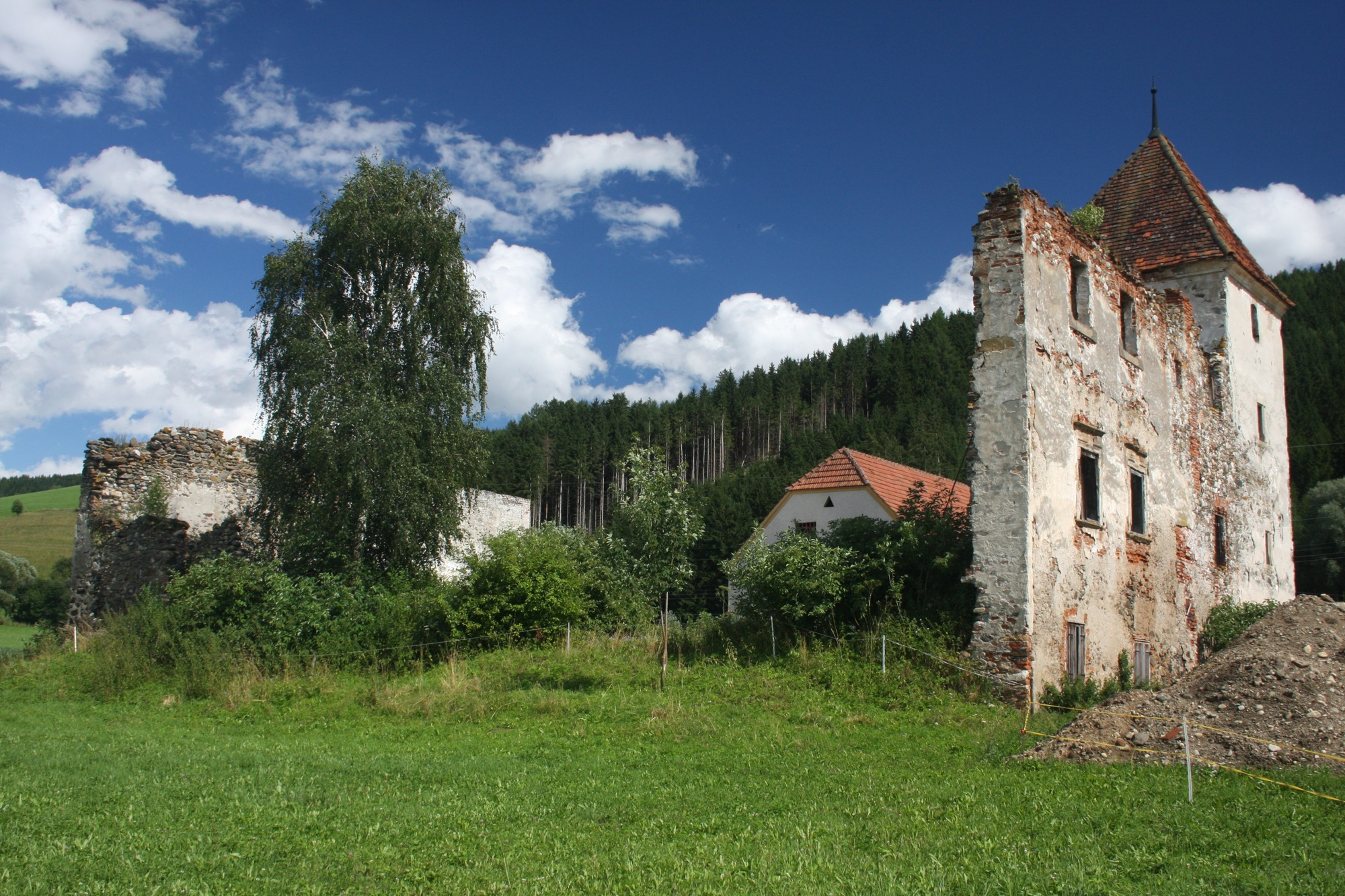
Schlossruine Einödhof (Gemeinde Knittelfeld)

Einödhof ist eine Streusiedlung am Ortsrand von Knittelfeld mit rund 28 Einwohnern (Stand 10. April 2024). Die kleine Siedlung lag in der ehemaligen Gemeinde Apfelberg, heute liegt sie in der Stadtgemeinde Knittelfeld, im Bezirk Murtal (ehemaliger Bezirk Knittelfeld), im Bundesland Steiermark in Österreich.
Die Ortschaft ist bis heute bäuerlich geprägt. Es gibt in Einödhof zwei große landwirtschaftliche Betriebe und einen kleineren Bauernhof. Die beiden großen landwirtschaftlichen Betriebe befinden sich am westlichen Ortsrand in Alteinödhof. Als Neueinödhof bezeichnet man die kleine Siedlung im Osten der Ortschaft, die aus rund acht Einfamilienhäusern besteht. Die Gebäude auf der nördlichen Seite wurden alle im Laufe des 20. Jahrhunderts errichtet und die Gebäude auf der südlichen Seite im Laufe des 21. Jahrhunderts.

## Geschichte
Die Ortschaft wurde schätzungsweise vor rund 1000 Jahren erstmals urkundlich erwähnt durch den Gutsbetrieb Schloss Einödhof. Das Schloss Einödhof wechselte im Laufe der Jahre immer wieder seine Besitzer. Die Schlossruine wurde im Laufe der Jahre immer wieder stückweise abgetragen, damit die anliegenden Gebäude nicht beschädigt werden können. Heute sind noch der Hauptturm des Schlosses und einige bereits verfallene Mauern erhalten. Das Schloss Einödhof befindet sich heute in Privatbesitz. Unter gewissen Voraussetzungen kann die Schloss Ruine Einödhof auch heute noch besichtigt werden. 
Die beiden großen landwirtschaftlichen Betriebe befinden sich unmittelbar in der Nähe der Schlossruine Einödhof. Im 20. Jahrhundert gab es noch drei große landwirtschaftliche Betriebe. Der Betrieb vulgo. Schlossbauer wurde am Ende des 20. Jahrhunderts aufgelöst und vollständig verkauft. Der größte Bauer bis heute der größte Grundherr vulgo. Einödhofer, der auch bekannt ist für seinen geschichtlichen architektonischen Stadl (Stall), der bereits vor vielen Jahrhunderten errichtet wurde. Außerdem ist der Betrieb für seine malerische moderne Kapelle bekannt, die die ganze Ortschaft prägt. Weiters ist der Hof auch für seine Streuobstwiesen und für seine Artenvielfalt bekannt. 
Zu Beginn des 12. Jahrhunderts befand sich das herrschaftliche Gut im Besitz der Familie Eppensteiner. 1150 schenkte Chuniza de Phavendorf den Hof dem Stift Admont. Damals wurde das Gut noch weitgehend „Lobenich“ genannt und erst später erhielt der Besitz den Namen Einöd, als der Zehent von Chieneinode bei Kraubath auf „Lobenich “verlegt wurde. Die ritterlichen Dienstmannen, die Gut Einödhof für das Stift verwalteten, nannten sich selbst „de Ainode“.
1287 übergab Abt Heinrich II den Hof an Herzog Albrecht. Dieser entschädigte damit die Herren von Lobming für ihre Dienste im Kampf gegen den Erzbischof von Salzburg. Der Wehrhof war eine wichtige Sperre der Ebene zwischen Mur und dem Bergland. Die Lobminger saßen hier fast 90 Jahre lang als Lehensnehmer, aber auch als Pfandherren. 1375 löste Admont den Hof wieder aus. Er war aber nach wie vor landesfürstliches Lehen. Doch gelang es dem Stift, dieses 1413 in freies Eigen umzuwandeln.
1420 tauschte Admont den Einödhof mit Hans Kainacher, dessen Familie Einöd nun fast zwei Jahrhunderte lang blieb. Das Gut wurde meist verpachtet. Später wohnten Verwandte der Kainacher dort. 1609 verkaufte Christof von Kainach auf Grund seiner hohen Schulden die Herrschaft an seinen Nachbarn Hans Jakob Zach. Dessen Sohn Sigmund Friedrich verkaufte seine Güter an Christof Adam von Teufenbach. Dieser nahm zwar größere Investitionen vor, doch verkaufte bereits sein Sohn Ferdinand Heinrich den Hof an Hans Balthasar Graf Galler. 1746 veräußerte Karl Ernst Graf Galler den Ansitz, der kaum von seiner Familie bewohnt worden war, an Thomas Reicher. Die Herrschaft behielt er jedoch. Sie ging 1774 in Konkurs und kam dann an eine Gräfin Attems, auf die die Grafen Wurmbrand und die Freiherren von Sessler folgten. Ende des 19. Jahrhunderts gelangte das Schloss in bürgerlichen bzw. bäuerlichen Besitz. Die Eigentümer waren aber am Erhalt des Schlosses nicht interessiert. Bis 1945 war der zweistöckige Nordtrakt noch bewohnt, musste aber dann wegen der großen Bauschäden aufgegeben werden.